# Лос-Аркос
Лос-Аркос (ісп. Los Arcos) — муніципалітет в Іспанії, у складі автономної спільноти Наварра. Населення — 1277 осіб (2009).
Муніципалітет розташований на відстані близько 270 км на північний схід від Мадрида, 50 км на південний захід від Памплони.

## Демографія
Динаміка населення (INE ):

## Галерея зображень

Розташування муніципалітету
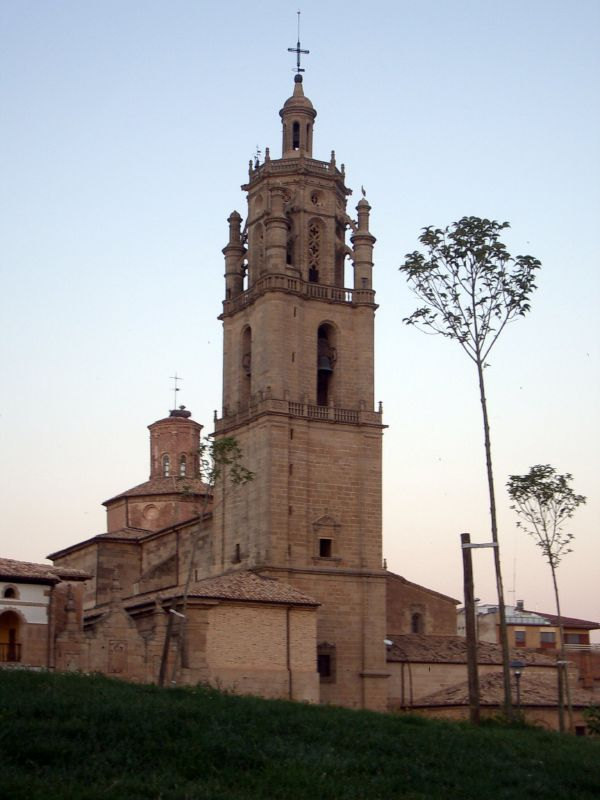
Церква Санта-Марія